# Przemysław Matyjaszek
Przemysław Matyjaszek (* 24. dubna 1978 Ruda Śląska, Polsko) je bývalý polský zápasník–judista.

## Sportovní kariéra
S judem začal v 7 letech v Bytůni pod vedením Piotra Wichera. Jeho osobním trenérem byl v hornickém klubu Czarni Zenon Mościński. V polské seniorské reprezentaci se pohyboval od roku 1996, ale teprve v roce 2004 se kvalifikoval na své první olympijské hry v Athénách, kde vypadl v úvodním kole. S úřadujícím mistrem světa Korejcem Hwang Hui-tem vydržel na tatami třicet sekund. V roce 2006 změnil váhovou kategorii na polotěžkou do 100 kg a tato změna mu prospěla. V roce 2008 se kvalifikoval na olympijské hry v Pekingu. V pvrvních kolech měl štěstí na papírově slabší soupeře a ve čtvrtfinále nestačil na Nizozemce Henka Grola. V opravách předvedl výborný výkon a v boji o třetí místo vyzval Ázerbájdžánce Movluda Miralijeva. V polovině zápasu se ujal vedení na šido, které však minutu před koncem ztratil po soupeřově výpadu seoi-nage. Obsadil 5. místo. Aktivní sportovní kariéru ukončil v roce 2011. Věnuje se trenérské práci.
Przemysław Matyjaszek byl pravoruký judista s osobní technikou sumi-gaeši a uči-mata.

## Výsledky

### Váhové kategorie
| Turnaj             | 1996         | 1997         | 1998         | 1999         | 2000         | 2001         | 2002         | 2003         | 2004         | 2005         | 2006           | 2007           | 2008           | 2009           | 2010           | 2011           |
| Turnaj             | 18           | 19           | 20           | 21           | 22           | 23           | 24           | 25           | 26           | 27           | 28             | 29             | 30             | 31             | 32             | 33             |
| Turnaj             | střední váha | střední váha | střední váha | střední váha | střední váha | střední váha | střední váha | střední váha | střední váha | střední váha | polotěžká váha | polotěžká váha | polotěžká váha | polotěžká váha | polotěžká váha | polotěžká váha |
| ------------------ | ------------ | ------------ | ------------ | ------------ | ------------ | ------------ | ------------ | ------------ | ------------ | ------------ | -------------- | -------------- | -------------- | -------------- | -------------- | -------------- |
| Olympijské hry     | —            |              |              |              | —            |              |              |              | úč.          |              |                |                | 5.             |                |                |                |
| Mistrovství světa  |              | —            |              | úč.          |              | úč.          |              | úč.          |              | 5.           |                | úč.            |                | úč.            | úč.            | úč.            |
| Mistrovství Evropy | —            | —            | úč.          | —            | úč.          | 5.           | úč.          | úč.          | úč.          | úč.          | úč.            | úč.            | 2.             | úč.            | —              | —              |
| MS juniorů         | 2.           |              |              |              |              |              |              |              |              |              |                |                |                |                |                |                |
| ME juniorů         | —            | 3.           |              |              |              |              |              |              |              |              |                |                |                |                |                |                |

### Bez rozdílu vah
| Turnaj             | 1996 | 1997 | 1998 | 1999 | 2000 | 2001 | 2002 | 2003 | 2004 | 2005 | 2006 | 2007 | 2008 | 2009 | 2010 | 2011 |
| Turnaj             | 18   | 19   | 20   | 21   | 22   | 23   | 24   | 25   | 26   | 27   | 28   | 29   | 30   | 31   | 32   | 33   |
| ------------------ | ---- | ---- | ---- | ---- | ---- | ---- | ---- | ---- | ---- | ---- | ---- | ---- | ---- | ---- | ---- | ---- |
| Mistrovství světa  |      | —    |      | —    |      | —    |      | —    |      | —    |      | —    | —    |      | úč.  | —    |
| Mistrovství Evropy | —    | —    | —    | —    | —    | —    | —    | —    | —    | —    | —    | 3.   |      |      |      |      |